# Камберланд (Вирџинија)
Камберланд (енгл. Cumberland) насељено је место без административног статуса у америчкој савезној држави Вирџинија.

## Демографија
По попису из 2010. године број становника је 393.
| Група             | 2000.    | 2010.       |
| Белци             | 0 (0,0%) | 207 (52,7%) |
| Афроамериканци    | 0 (0,0%) | 167 (42,5%) |
| Азијати           | 0 (0,0%) | 1 (0,3%)    |
| Хиспаноамериканци | 0 (0,0%) | 10 (2,5%)   |
| Укупно            | 0        | 393         |